# The American Magazine
The American Magazine – amerykańskie czasopismo literackie ukazujące się w Springfield w stanie Ohio w latach 1906–1956.

## Historia
W 1876 roku rozpoczęto w Stanach Zjednoczonych wydawanie periodyku „Frank Leslie’s Popular Monthly”. Na jego łamach publikowano teksty literackie. W 1904 roku zmieniono nazwę na „Leslie’s Monthly Magazine”, potem kolejno w 1905 roku na „Leslie’s Magazine”, „American Illustrated Magazine”, w 1906 roku ostatecznie na „The American Magazine”. Redakcja miała swoją siedzibę w Springfield w stanie Ohio.
W latach 1906–1915 współwłaścicielką pisma, obok Lincolna Steffensa, była pisarka Ida Tarbell.
Z pismem współpracowali, m.in.: Ray Stannard Baker, Upton Sinclair, Sherwood Anderson, Neith Boyce, Frances Hodgson Burnett, Arthur Conan Doyle, Will Durant, Francis Scott Fitzgerald, Graham Greene, Dashiell Hammett, Walter Lippmann, Herbert George Wells, Agatha Christie, Ellis Parker Butler.
Na łamach „The American Magazine” Frances Hodgson Burnett opublikowała po raz pierwszy w odcinkach swój Tajemniczy ogród w latach 1910–1911.
Ostatni numer ukazał się w sierpniu 1956 roku.